# V419 Hydrae
V419 Hydrae (HD 92945) är en ensam stjärna belägen i den södra delen av stjärnbilden Vattenormen. Den har en skenbar magnitud av ca 7,76 och kräver åtminstone en handkikare för att kunna observeras. Baserat på parallax enligt Gaia Data Release 3 på ca 46,49 mas beräknas den befinna sig på ett avstånd av ca 70 ljusår (ca 21,5 parsec) från solen. Den rör sig bort från solen med en heliocentrisk radialhastighet av ca 22,7 km/s.

## Observation
År 2007 upptäcktes en stoftskiva med beräknad stoftmassa av 0,047 ± 0,003 jordmassa kring stjärnan genom koronagrafisk avbildning, med hjälp av ACS- och NICMOS-instrumenten på rymdteleskopet Hubble. Det verkar utsträcka sig från 45 till 175 astronomiska enheter från HD 92945 och har ett gap vid radien 73 ± 3 AE som kan vara utskuret av en planet, men ingen planet med massa överstigande 1-2 jupitermassa har observerats i gapet. Skivan lutar 65,4 ± 0,9° mot stjärnans ekvatorialplan.

## Egenskaper

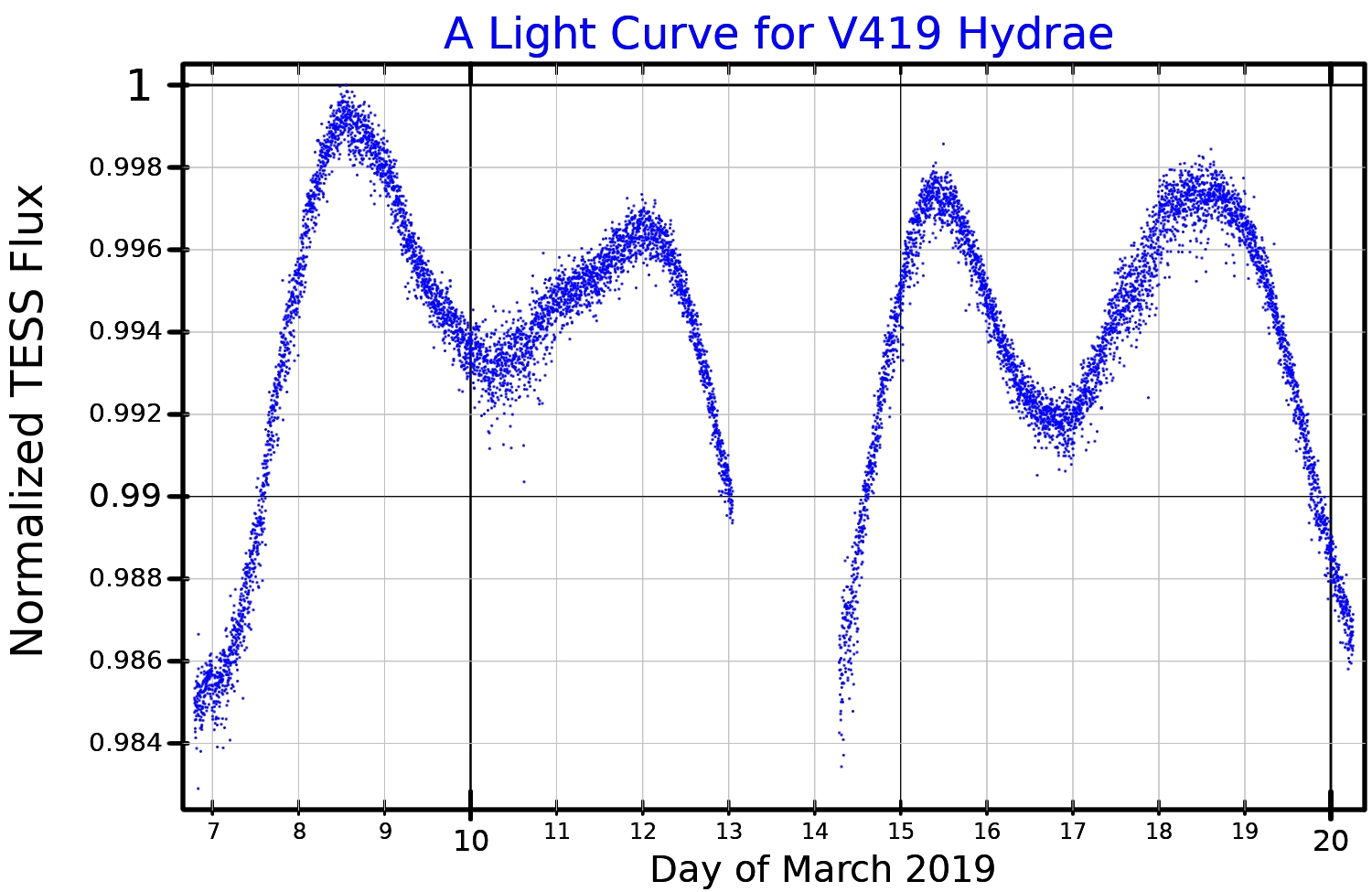
Ljuskurva för V419 Hydrae över en 13,47-dygns period, anpassad från TESS_data)

V419 Hydrae är en orange till gul stjärna i huvudserien av spektralklass K1 V, vars skenbara magnitud med 0,02 enhet med 7,72 som maximal nivå. Den har en massa av ca 0,8 solmassa, en radie av ca 0,77 solradie och utsänder energi från dess fotosfär motsvarande ca 0,38 gånger solen vid en effektiv temperatur av ca 5 000 K.

## Planetsystem
Bevis för en exoplanet som upptäckts genom astrometriska observationer presenterades 2024.
| Planet       | Massa        | Halv storaxel (AE) | Siderisk omloppstid (d) | Excentricitet | Inklination | Radie |
| ------------ | ------------ | ------------------ | ----------------------- | ------------- | ----------- | ----- |
| (obekräftad) | 0,7 ± 0,3 MJ | 14 ± 15            | -                       | -             | -           | -     |